# Vleeswaren

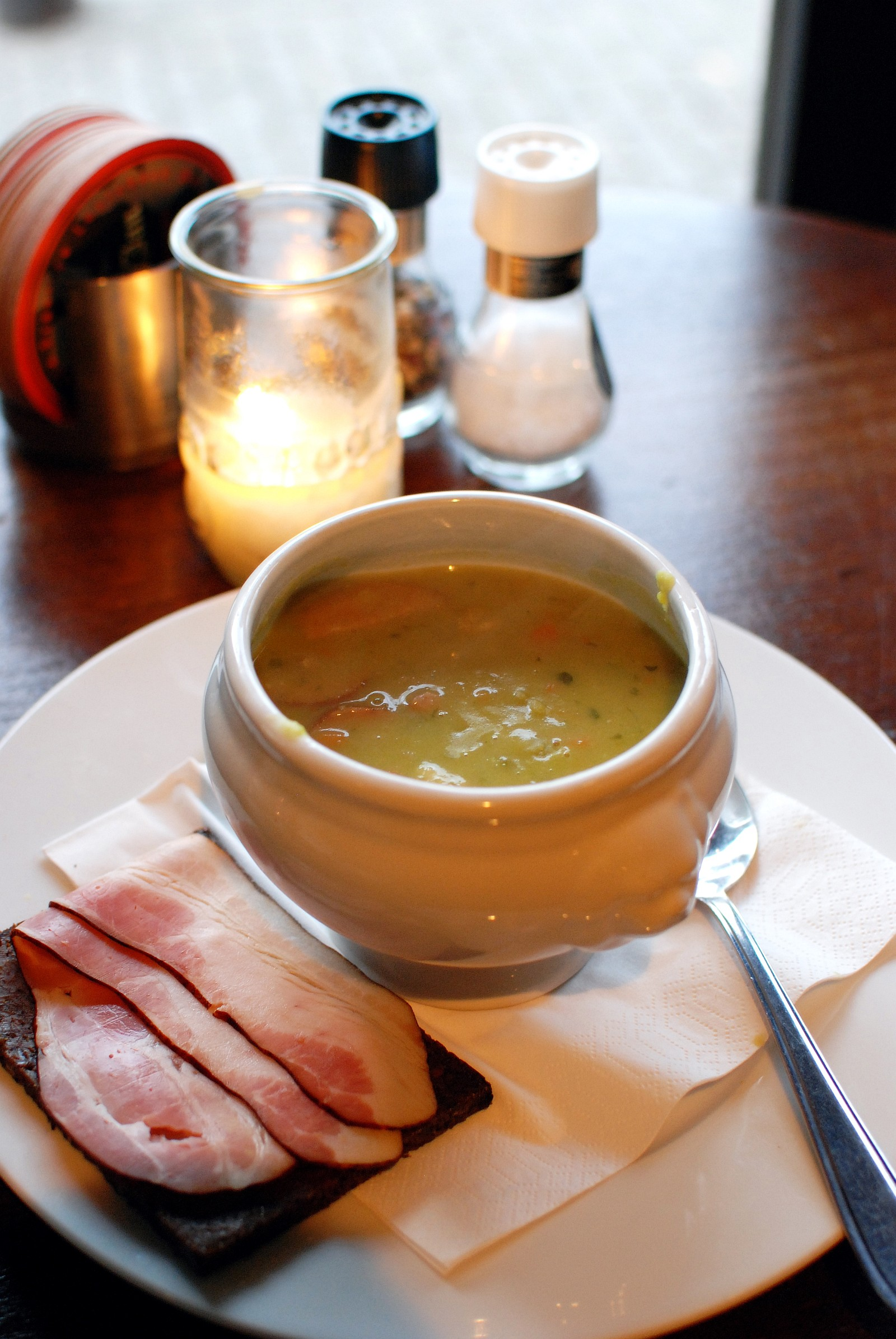
Katenspek en roggebrood met een kom erwtensoep

Vleeswaren of charcuterie zijn levensmiddelen die uit rund-, kippen-, paarden-, kalkoen- of varkensvlees vervaardigd zijn en die onder meer als broodbeleg worden gebruikt. 
Ze zijn in principe direct geschikt voor consumptie, zonder bijkomende bewerkingen zoals koken, braden of bakken, al kan dit vaak wel worden gedaan en is het bij sommige recepten zelfs de bedoeling. 
In slagerijen en supermarkten worden de vleeswaren meestal in plakjes verkocht. 
In sommige landen, zoals Frankrijk, zijn er gespecialiseerde slagers die onder de naam charcuterie opereren. Zij verkopen fijne vleeswaren, worsten, andere luxueuze soorten beleg en pasteitjes en verkopen geen vlees als biefstuk, karbonade, gehakt enz. In België wordt naast vleeswaren ook de term charcuterie gebruikt.

## Voorbeelden
Onder vleeswaren worden bijvoorbeeld de volgende producten verstaan:
- Bloedworst
- Blikworst
- Boterhamworst
- Casselerrib
- Cervelaatworst
- Cornedbeef
- Filet Americain
- Fricandeau
- Gebraden gehakt
- Gekookte worst
- Grillworst
- Ham
- Hoofdkaas
- Kalkoenfilet
- Katenspek
- Kipfilet
- Gekookte lever
- Leverkaas
- Leverworst
- Leverpastei
- Metworst
- Nagelhout
- Ontbijtspek
- Ossenworst
- Paardenamericain
- Paardenrookvlees
- Paardensalami
- Paardenworst
- Palingworst
- Pekelvlees
- Rollade
- Rookvlees
- Rosbief
- Salami
- Snijworst
- Tongenworst
- Zeeuws spek
- Zure zult

## Galerij

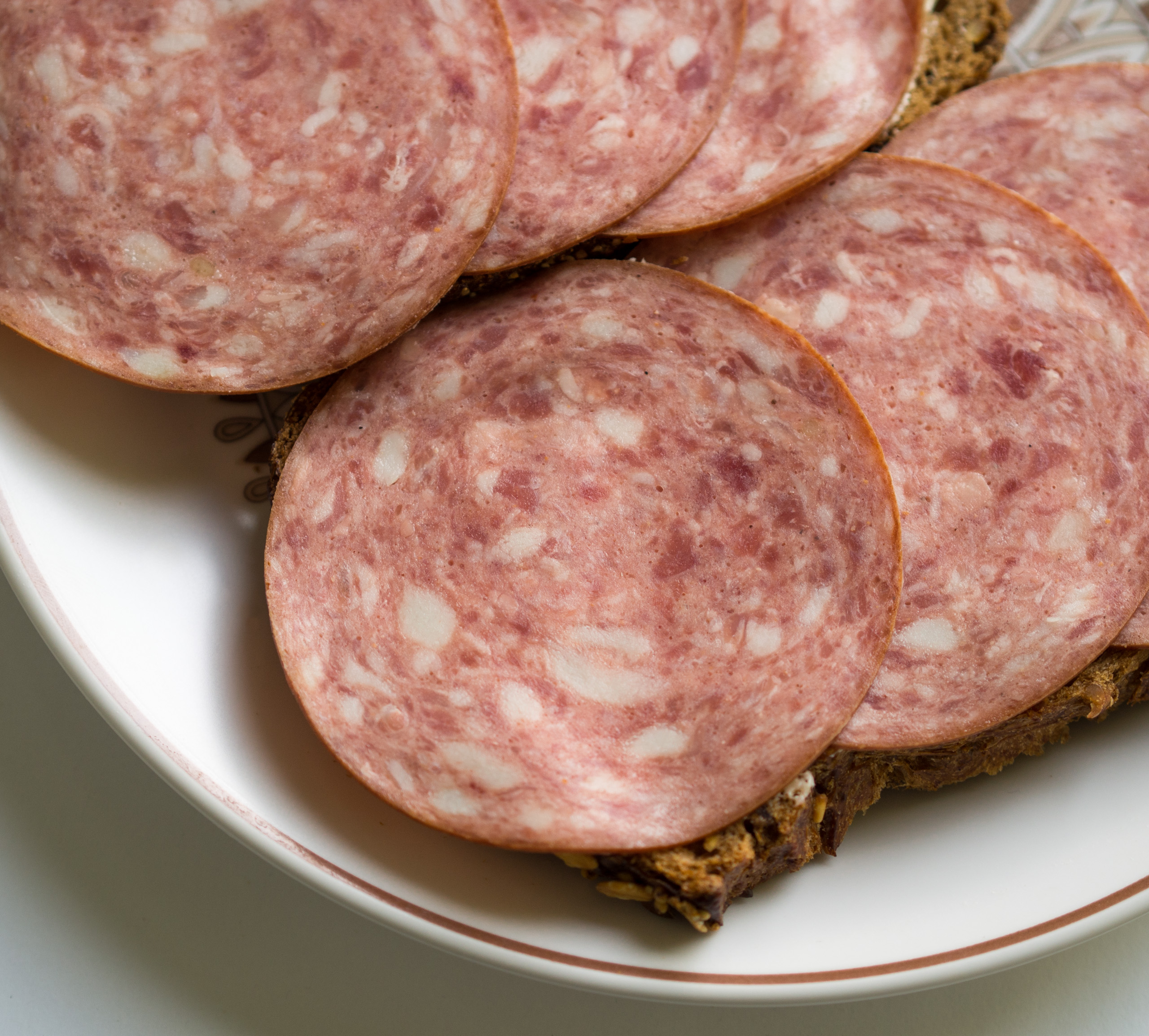
Palingworst
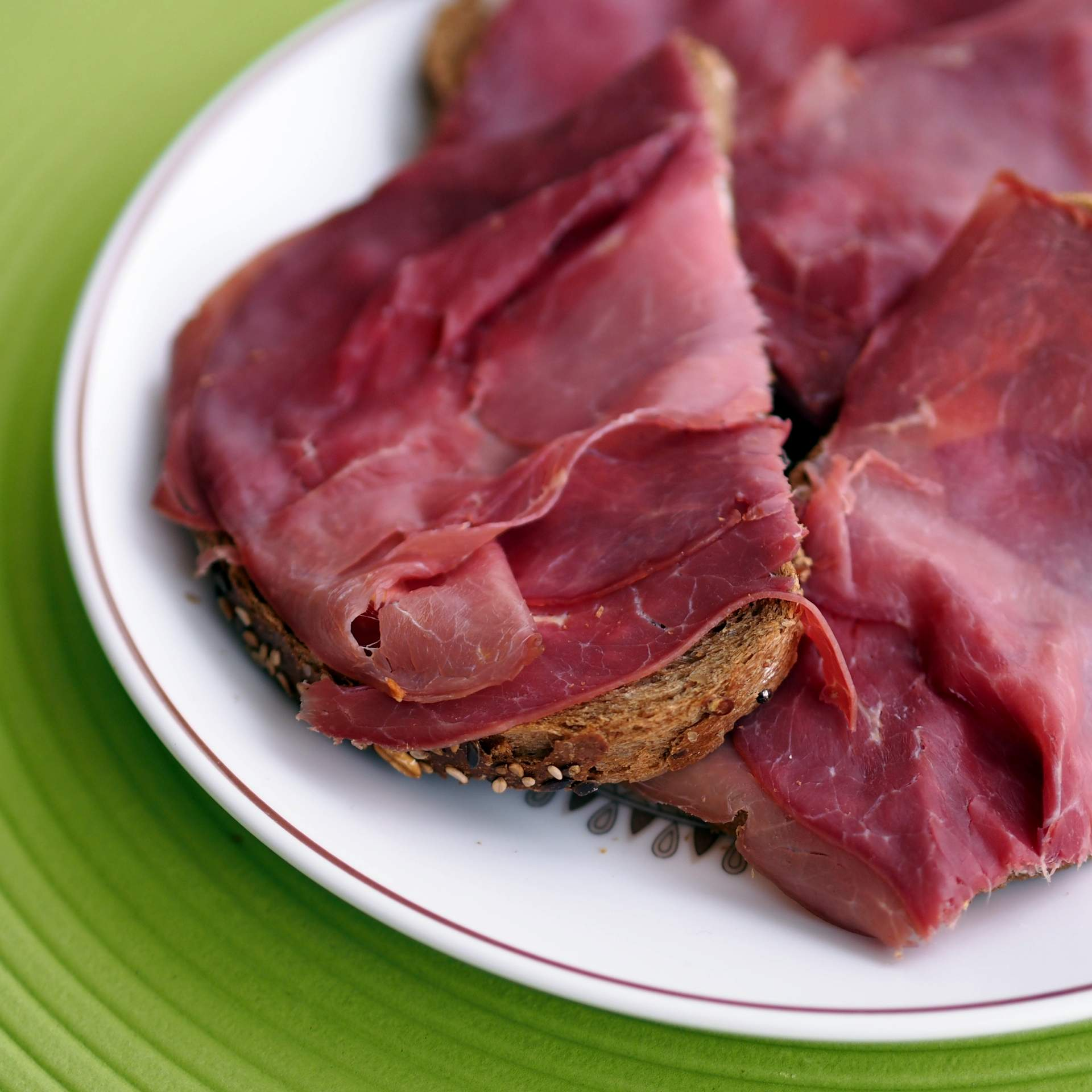
Paardenrookvlees
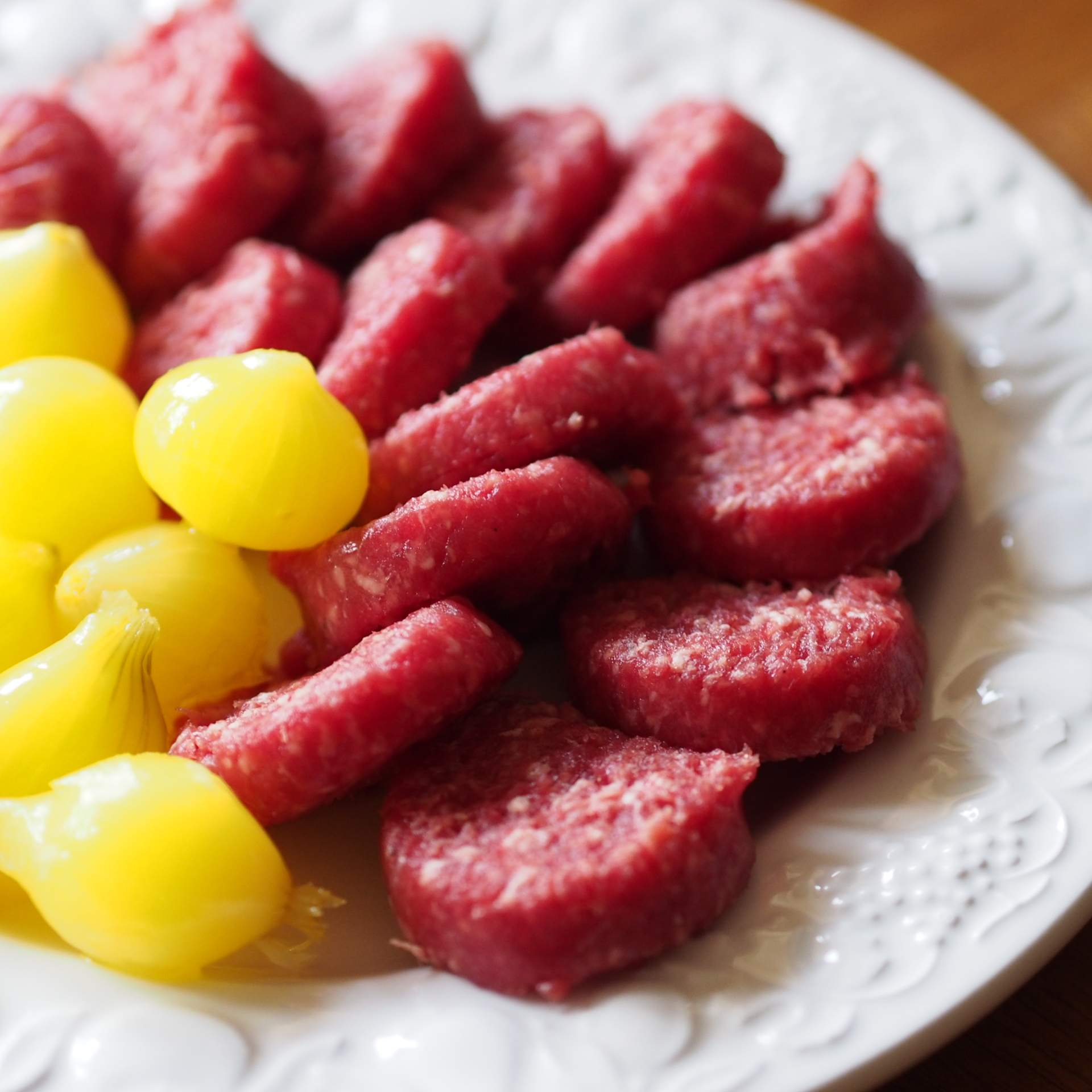
Ossenworst
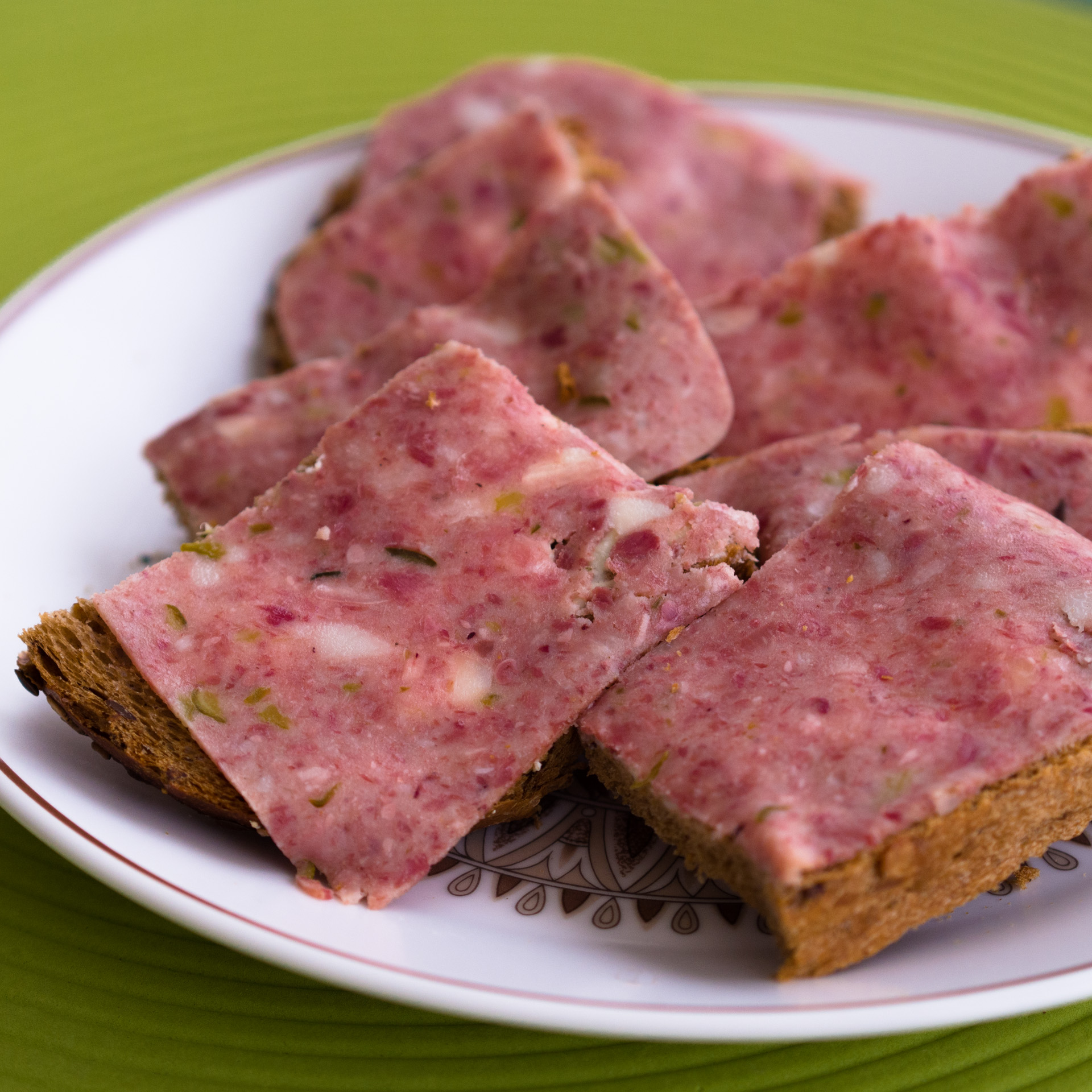
Zure zult
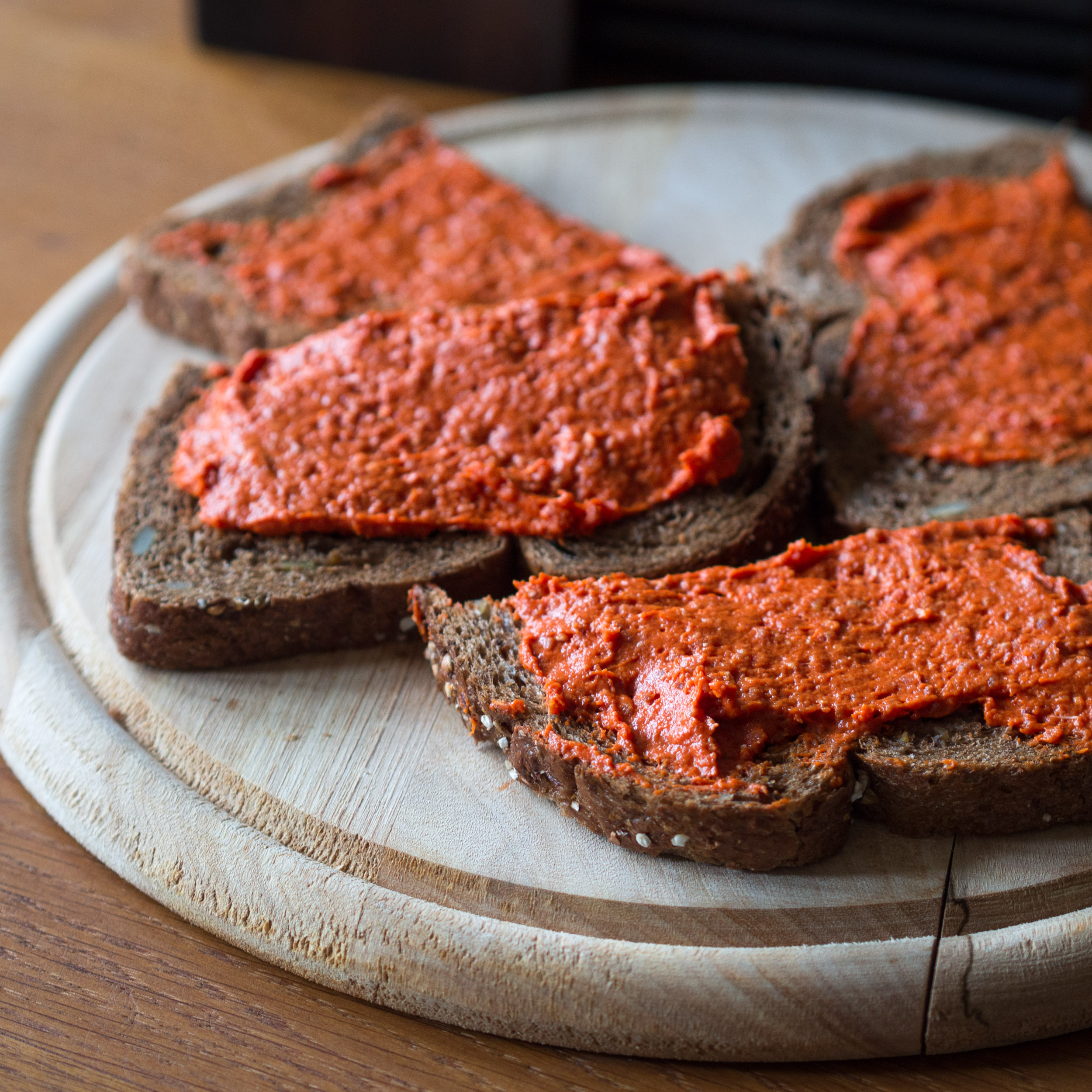
Filet Americain
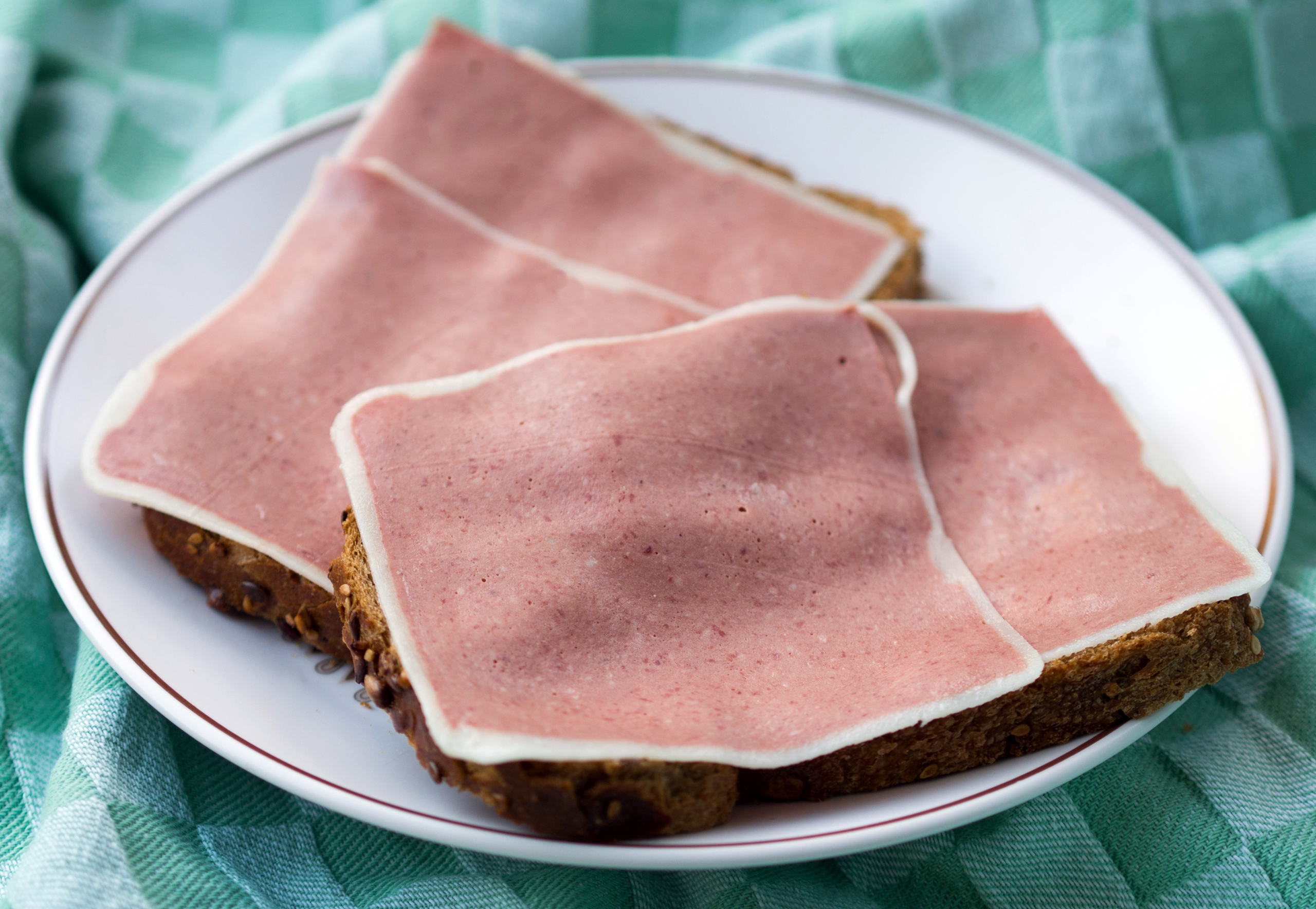
Leverkaas